# Gefangenenlager Drozdy
Das Gefangenenlager Drozdy war ein Durchgangslager der Wehrmacht für die Internierung von Zivilisten und Kriegsgefangenen in Drasdy bei Minsk im Jahr 1941. Dort wurden bis zu 100.000 Kriegsgefangene und 40.000 Zivilisten unter katastrophalen Bedingungen gefangen gehalten und eine große Zahl an Juden, Funktionären, Agenten, Kriminellen und Asiaten ausgesondert und durch die Einsatzgruppe B aber auch Geheime Feldpolizei erschossen.

## Lager
Auf Befehl der Feldkommandantur wurde 5 km nordöstlich von Minsk beim damaligen Weiler Drozdy am Fluss Svislošč ein Lager für sowjetische Kriegsgefangene errichtet. Es unterstand zunächst der Panzergruppe 3 und wurde am 6. Juli vom Durchgangslager 127 übernommen, das der 286. Sicherungs-Division und diese dem Korück 559 unterstand. Am 17. Juli ging die Zuständigkeit auf den Oberquartiermeister der 2. Armee über. Das Lager war zunächst nur provisorisch mit Seilen abgegrenzt und von Posten umstellt. Später wurden Stacheldrahtzäune und Wachtürme errichtet.

## Gefangene

### Kriegsgefangene

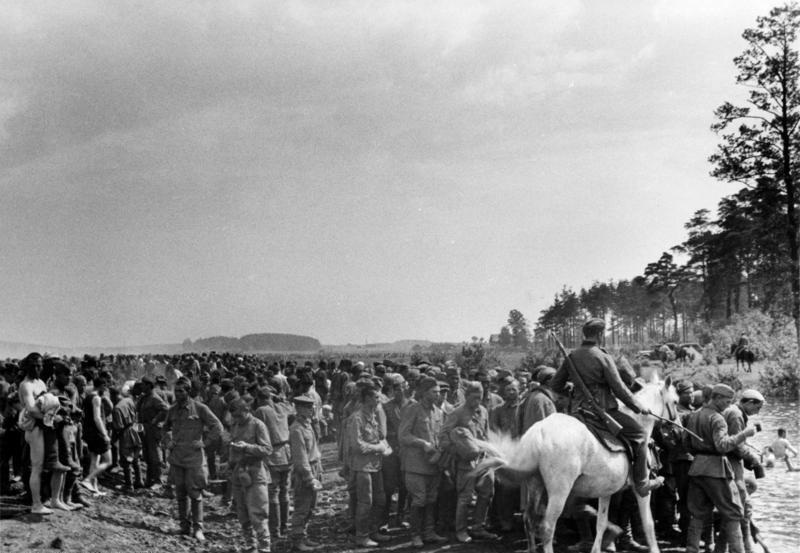
Gefangene von Berittenen bewacht

Während der Kesselschlacht bei Białystok und Minsk wurden über 300.000 Rotarmisten gefangen genommen, und am 4. Juli meldete die Panzergruppe 3, dass die Gefangenenzahl in Drozdy von vormittags 10.000 auf 65.000 angeschwollen sei. Am 8. Juli waren etwa 100.000 Kriegsgefangene auf engstem Raum dort gefangen. Sie mussten ihre Notdurft dort verrichten, wo sie gerade standen, lebten ohne Unterkunft und erhielten die ersten sechs bis acht Tage keine Nahrung. Als die ersten Feldküchen eingerichtet wurden, kam es zu Tumulten, und Hunderte wurden von den Wachmannschaften erschossen.

### Zivilisten
Kurz nachdem die Wehrmacht Minsk am 28. Juni 1941 erobert hatte, ließ der Standortkommandant alle wehrfähigen Männer internieren. Solche Totalinternierungen männlicher Zivilisten hatten zwar Tradition in der Militärgeschichte, nahmen aber in der besetzten Sowjetunion extreme Ausprägungen an. Im Fall Minsk handelte es sich wahrscheinlich um eine spontane Initiative der Heeresgruppe Mitte zum Schutz vor der angeblich feindselig gesinnten und wehrhaften sowjetischen Bevölkerung. Die Überprüfung dieser Zivilisten übertrug die Wehrmacht der Einsatzgruppe B.

## Selektionen und Ermordung
Da die 40.000 internierten Zivilisten kaum versorgt werden konnten und zur Aufrechterhaltung der Wirtschaft benötigt wurden, befahl das Oberkommando der 4. Armee der Einsatzgruppe B etwa am 10. Juli, das Lager gemeinsam mit der geheimen Feldpolizei durchzukämmen und nur Personen zu entlassen, die sich ausweisen konnten und weder politisch noch kriminell belastet waren. Insgesamt kamen bis Mitte Juli etwa 20.000 Zivilisten frei. Kriegsgefangene waren bereits ab dem 7. Juli in großer Zahl in den Westen abgeschoben worden. Nach einer sorgfältigen Überprüfung des verbliebenen Restes wurde mit der Liquidierung von Juden, Kriminellen, Funktionären, Asiaten usw. begonnen. Noch im Juli meldete der Einsatzgruppenchef Arthur Nebe nach Berlin, die gesamte jüdische Intelligenzschicht sei liquidiert worden. Auch jüdische Arbeiter wurden ermordet, sofern sie nicht für die deutsche Kriegswirtschaft unabkömmlich waren.
Die genaue Zahl der Ermordeten ist unbekannt. Am Exekutionsort, einem Graben nahe Minsk, wurden nach dem Krieg 10.000 Leichen gefunden.